# Heriberto Herrera
Heriberto Herrera Udrizal (ur. 24 kwietnia 1926 w Guarambaré, zm. 26 lipca 1996 w Asunción) – paragwajski piłkarz i trener piłkarski.

## Kariera piłkarska
Grał dla Club Nacional (Paragwaj) oraz kilku hiszpańskich drużyn (m.in. w Atlético Madryt. Grając w narodowej drużynie Paragwaju poprowadził swoją reprezentację w wygranym meczu z Brazylią w finale Copa América w 1953 roku. Został wówczas okrzyknięty najlepszym piłkarzem turnieju. W 1957 rozegrał jeden mecz w reprezentacji Hiszpanii.

## Kariera trenerska
Trenował kilka hiszpańskich klubów (w tym Elche CF i Valencię CF), a także dwa giganty włoskiej piłki, Juventus F.C. i Inter Mediolan oraz inny włoski klub Sampdorię. Trenerem "bianconerich" był w latach 1963–1969, w tym czasie wygrał jedno mistrzostwo Włoch (w sezonie 1966/1967) oraz jeden Puchar Włoch (w sezonie 1964/1965). Jako trener Juventusu plasuje się na drugim miejscu pod względem rozegranych meczów (162 mecze) - pierwsze miejsce zajmuje Giovanni Trapattoni (402 mecze).
Z Interem Mediolan zajął drugie miejsce w sezonie 1969/1970.